# 桜町前駅
桜町前駅（さくらまちまええき）は、愛知県西尾市緑町四丁目にある、名鉄西尾線の駅である。駅番号はGN08。

## 歴史
- 1928年（昭和3年）8月5日 - 碧海電気鉄道線の中学前駅として開業[2]

。
- 1949年（昭和24年）12月1日 - 桜町前駅に改称[2]。
- 1950-51年（昭和25-26年4）頃 - 駅舎新設[2]。
- 1967年（昭和42年）3月16日 - 無人化[3]。
- 1978年（昭和48年）頃 - 駅舎撤去[2]。
- 1993年（平成5年）
  - 4月5日 - 急行の特別停車本数が増加。
  - 8月12日 - 急行停車駅となる。
- 2007年（平成19年）11月14日 - トランパス導入。
- 2011年（平成23年）2月11日 - ICカード乗車券「manaca」供用開始。
- 2012年（平成24年）2月29日 - トランパス供用終了。

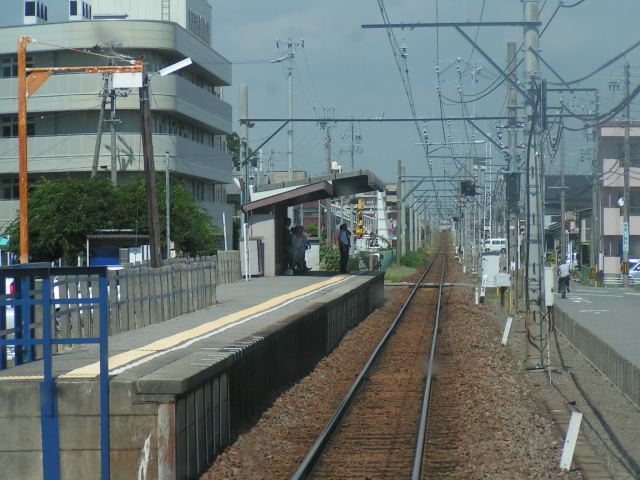
駅集中管理システム導入前の桜町前駅

## 急行停車
当駅が急行停車駅となった背景として、沿線の愛知県立西尾高等学校の通学利用が考慮されたことが挙げられる。
当時、同校の学生約1,200人のうち半数近くの約500人が当駅を通学に利用しており、うち約300人が蒲郡方面から通学していたが、1992年11月のダイヤ改正で昼間帯の津島線直通列車が新安城駅 - 西尾駅間で急行運転を開始し、当駅への停車列車が毎時3本から2本へ減少した。加えて下校時間帯の普通列車が西尾駅で分断されたため、蒲郡方面への通学生は減便のみならず西尾駅での乗り継ぎ待ちを余儀なくされた。
登校時間帯は以前から朝ラッシュ時に1本だけ急行が通学の便を図るため特別停車しており、同校生徒会は下校時も考慮してもらうよう、名鉄に夕方時間帯の急行4本（毎時1本×4）の特別停車を要望し、地元もこの動きを支持した。
名鉄は検討した結果、午後3時から9時までの毎時1本計7本の急行が特別停車するほか、登校時間帯にも新たに2本の急行を特別停車させるなど、要望以上の本数を確保したダイヤ改正を1993年4月より実施することになった。
同年8月の改正で当駅は正式に急行停車駅となり、停車本数が増加した。その後、2008年6月改正より、西尾線を走っていた全車特別車特急が快速急行（現在は急行）に格下げされたため、当駅に停車する列車の本数が毎時1本増加し、従来の3本から4本となった。

## 駅構造
4両編成対応の単式1面1線のホームを持つ地上駅で、西尾線内の急行標準停車駅では唯一、交換設備を持たない。2007年（平成19年）10月に駅集中管理システムが導入され、ホーム中央付近に簡易駅舎が設置された（導入前は駅舎がなく、ホーム端より直接入る形だった）。自動改札機・自動券売機・簡易列車案内が設置され、ホーム上に待合所がある。

### のりば
| 路線      | 方向 | 行先                         |
| --------- | ---- | ---------------------------- |
| GN 西尾線 | 下り | 新安城・金山・名鉄名古屋方面 |
| GN 西尾線 | 上り | 西尾・吉良吉田方面           |

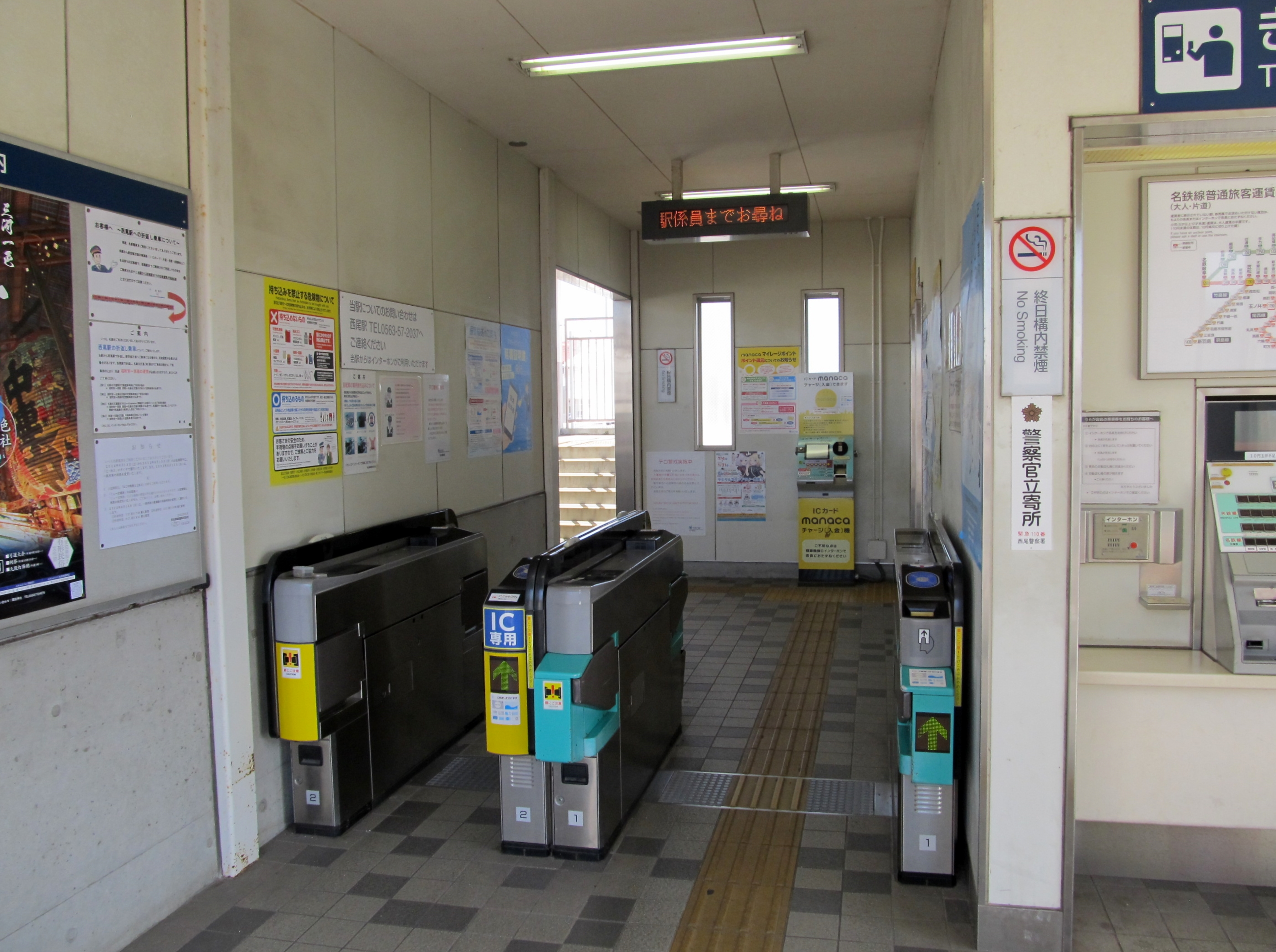
改札口
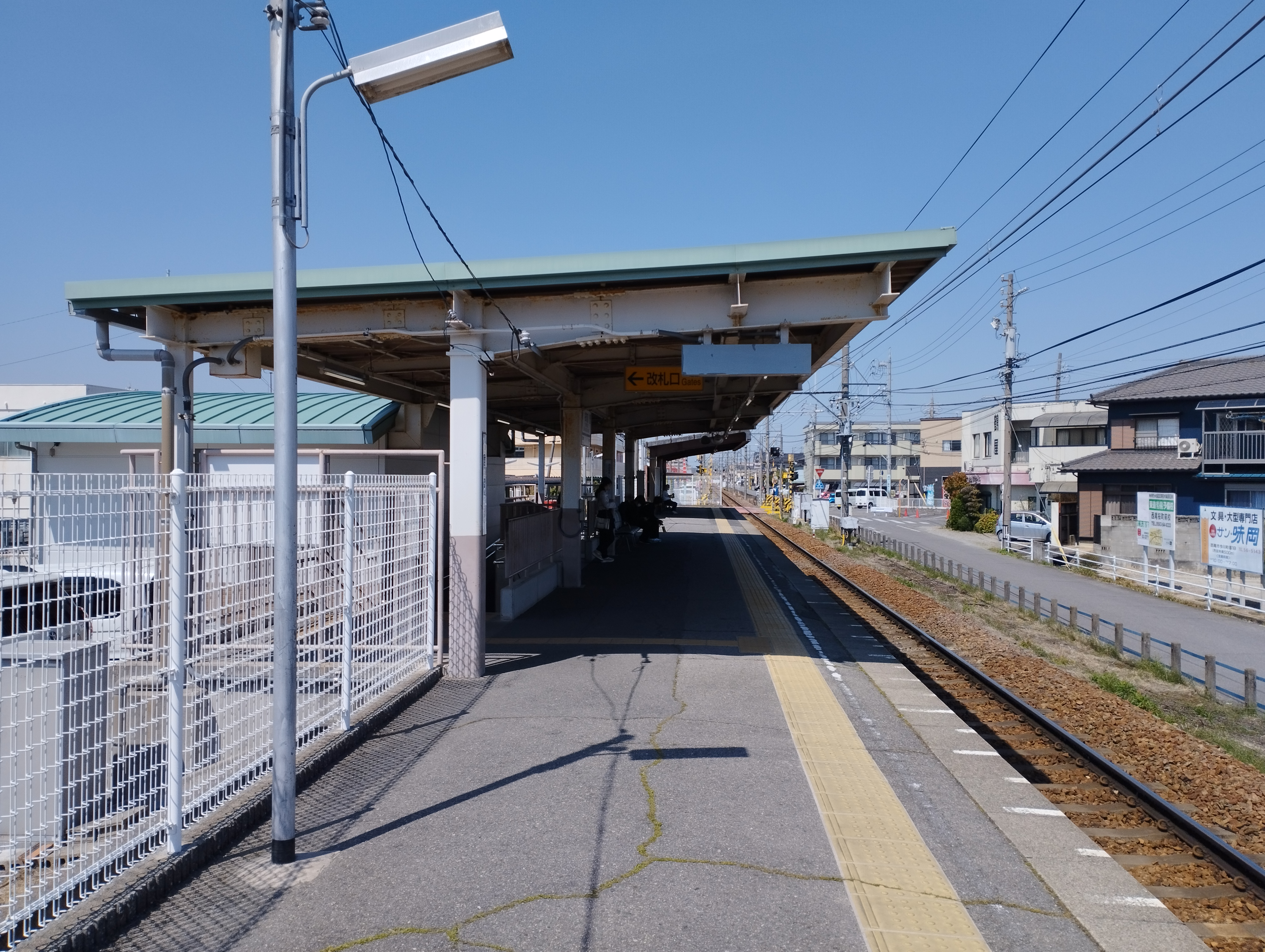
ホーム
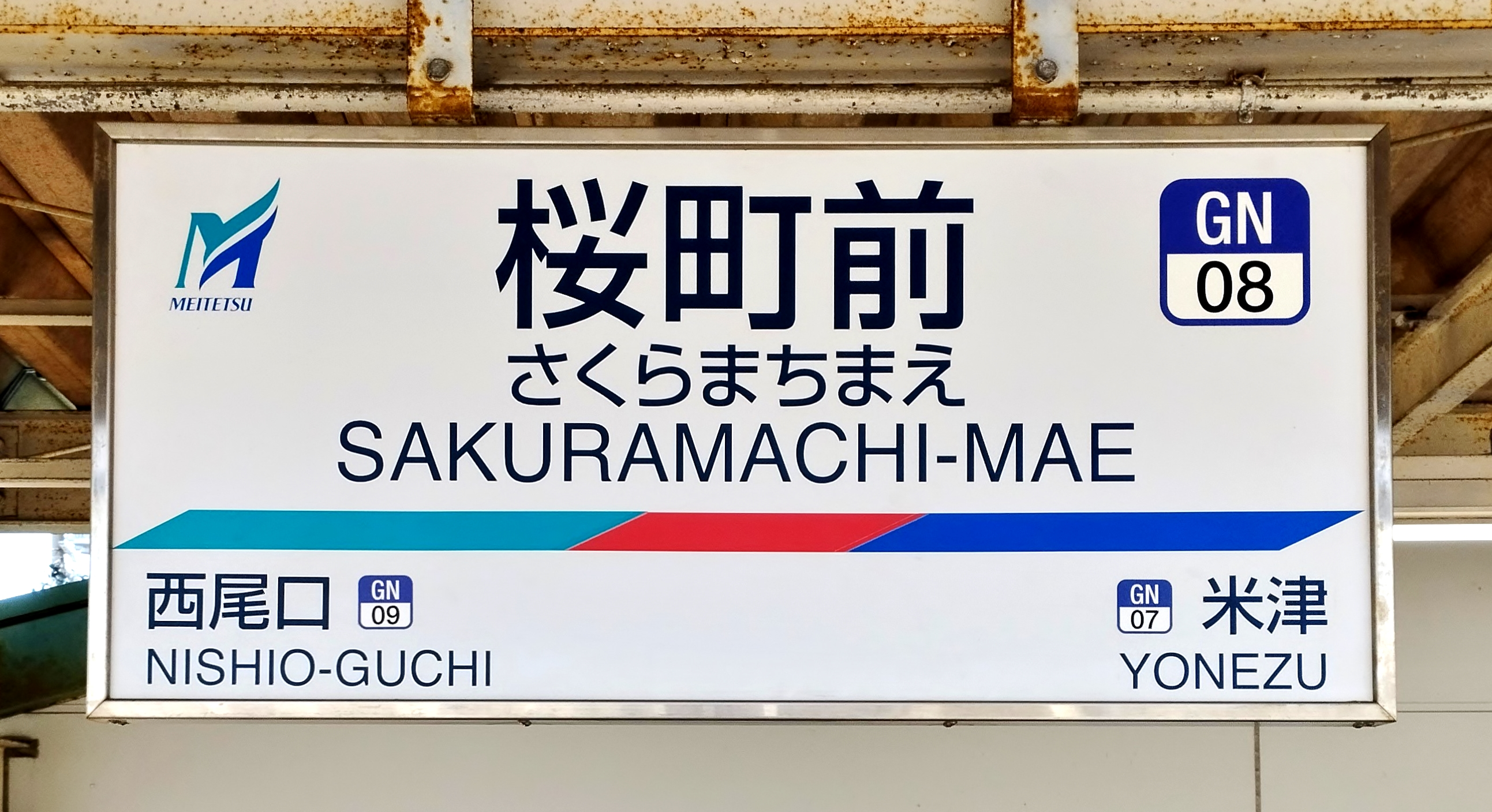
駅名標

### 配線図
| ← 新安城・ 名古屋方面 | 桜町前駅 構内配線略図 | → 西尾・ 吉良吉田方面 |
| 凡例 出典:            |                       |                       |

## 利用状況
古くは西尾中学校（現・愛知県立西尾高等学校）の最寄り駅として開業した経緯などから通学利用者が多い。
- 「移動等円滑化取組報告書」によると、2020年度の1日平均乗降人員は3,034人である[8]。
- 『名鉄120年：近20年のあゆみ』によると2013年度当時の1日平均乗降人員は3,146人であり、この値は名鉄全駅（275駅）中137位、 西尾線・蒲郡線（23駅）中5位であった[9]。
- 『名古屋鉄道百年史』によると1992年度当時の1日平均乗降人員は1,626人であり、この値は岐阜市内線均一運賃区間内各駅（岐阜市内線・田神線・美濃町線徹明町駅 - 琴塚駅間）を除く名鉄全駅（342駅）中187位、西尾線・蒲郡線（24駅）中8位であった[10]。
- 『愛知県統計年鑑』によると2010年度の1日平均乗車人員は1,238人[11]である。

近年の1日平均乗車人員は下表の通り。
| 年度   | 1日平均 乗車人員 |
| ------ | ---------------- |
| 2006年 | 1,039            |
| 2007年 | 1,123            |
| 2008年 | 1,191            |
| 2009年 | 1,216            |
| 2010年 | 1,238            |

## 駅周辺

### 主な施設
- 緑町住宅
- 西尾警察署 鶴城交番
- 愛知県立西尾高等学校

### バス路線
- 六万石くるりんバス

## 隣の駅
名古屋鉄道
GN 西尾線
■特急
通過
■急行
米津駅 (GN07) - 桜町前駅 (GN08) - 西尾駅 (GN10)
■普通
米津駅 (GN07) - 桜町前駅 (GN08) - 西尾口駅 (GN09)